# Ketojärvensaari
Ketojärvensaari är en ö i Finland. Den ligger i sjön Ketojärvi och i kommunen Enontekis i den ekonomiska regionen  Fjäll-Lappland  och landskapet Lappland, i den norra delen av landet, 900 km norr om huvudstaden Helsingfors. Öns area är 7,8 hektar och dess största längd är 0,5 kilometer i nord-sydlig riktning.